# Geschichte Osttirols

Isolierte Lage des Bezirks Lienz (Osttirol) nach der Abtrennung Südtirols (braun) 1918

Der Name Osttirol ist zwar bereits ab der Mitte des 19. Jahrhunderts bezeugt, gebräuchlich wurde diese Bezeichnung für den österreichischen politischen Bezirk Lienz (Osttirol) aber erst, nachdem Südtirol 1919 Italien zugeschlagen wurde. Osttirol liegt dadurch abgetrennt von Nordtirol zwischen Salzburg im Norden, Südtirol im Westen, der italienischen Region Venetien im Süden und Kärnten im Osten.

## Urgeschichte

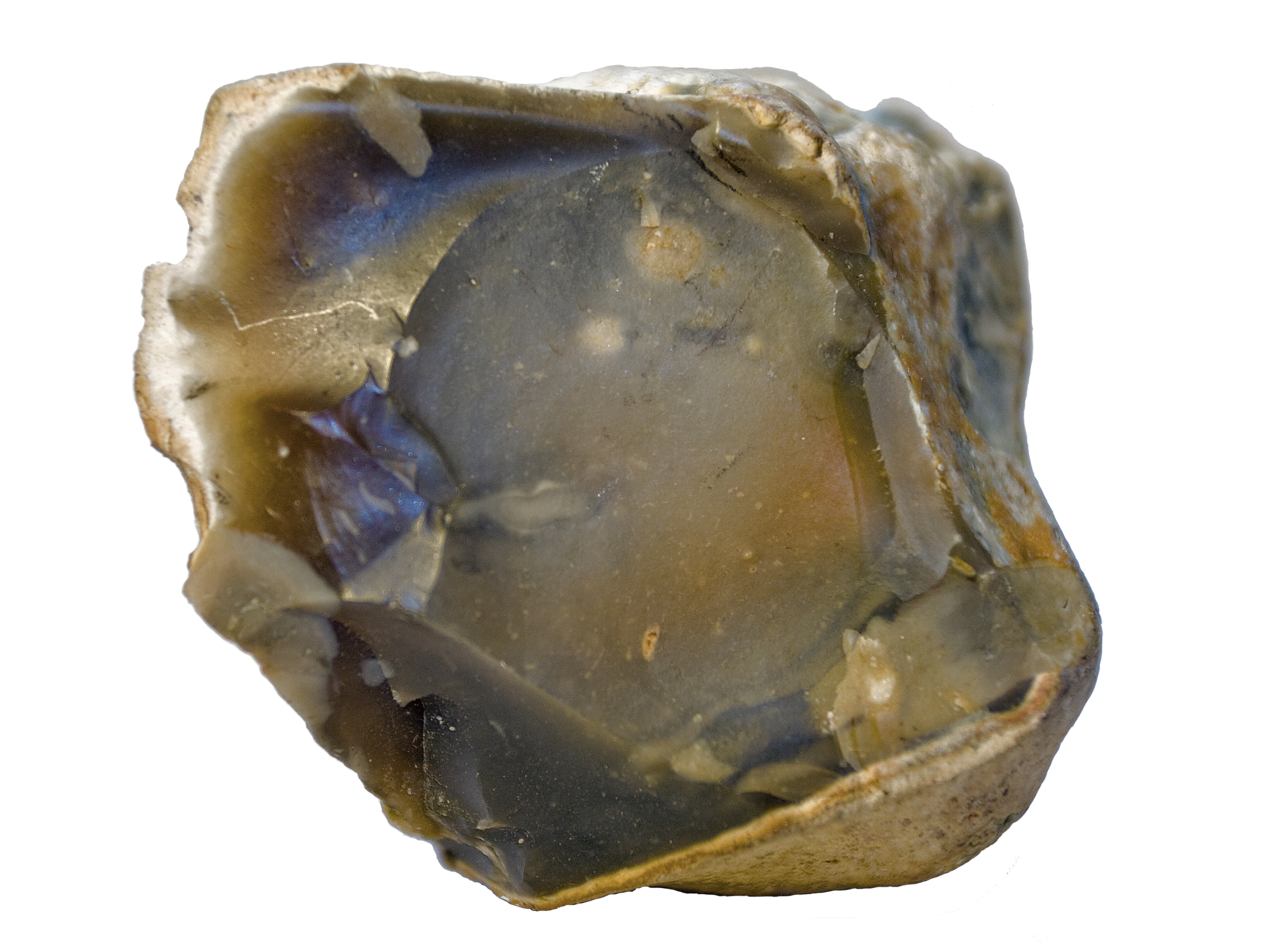
Feuerstein

Der älteste Beweis für die Anwesenheit von Menschen in Osttirol wurde im Jahre 1987 am sogenannten Hirschbichl im Defereggental auf 2143 Metern Seehöhe entdeckt. Unter den Artefakten fanden sich eine Geschossspitze aus Bergkristall und kleine Klingen aus Feuerstein, die auf einen saisonalen Jägerrastplatz mesolithischer Jäger aus dem 7. bis 6. Jahrtausend v. Chr. hindeuten.
Mit der Jungsteinzeit (Neolithikum, 6. bis 3. Jahrtausend v. Chr.) setzten sich auch in Osttirol Ackerbau und Viehzucht sowie Töpferei und Hausbau durch. Der wichtigste Fund dieser Zeit, ein Steinbeil aus Serpentin, stammt aus dem 5. Jahrtausend v. Chr. und wurde am Schlossberg von Lienz gefunden, später jedoch aus dem Schloss Bruck gestohlen. Weitere Funde (Keramiken) auf dem Breitegg (Nußdorf-Debant), Burg (Obermauern) und am Lavanter Kirchenbichl weisen auf neolithische Siedler hin. Von besonderer Bedeutung ist auch das Abri Gradonna bei Kals am Großglockner, das vermutlich als Kult- und Opferplatz diente. Hier wurden die ältesten Keramiken Osttirols (Gefäße mit quadratischen Öffnungen) sowie Feuersteine gefunden.

## Bronzezeit

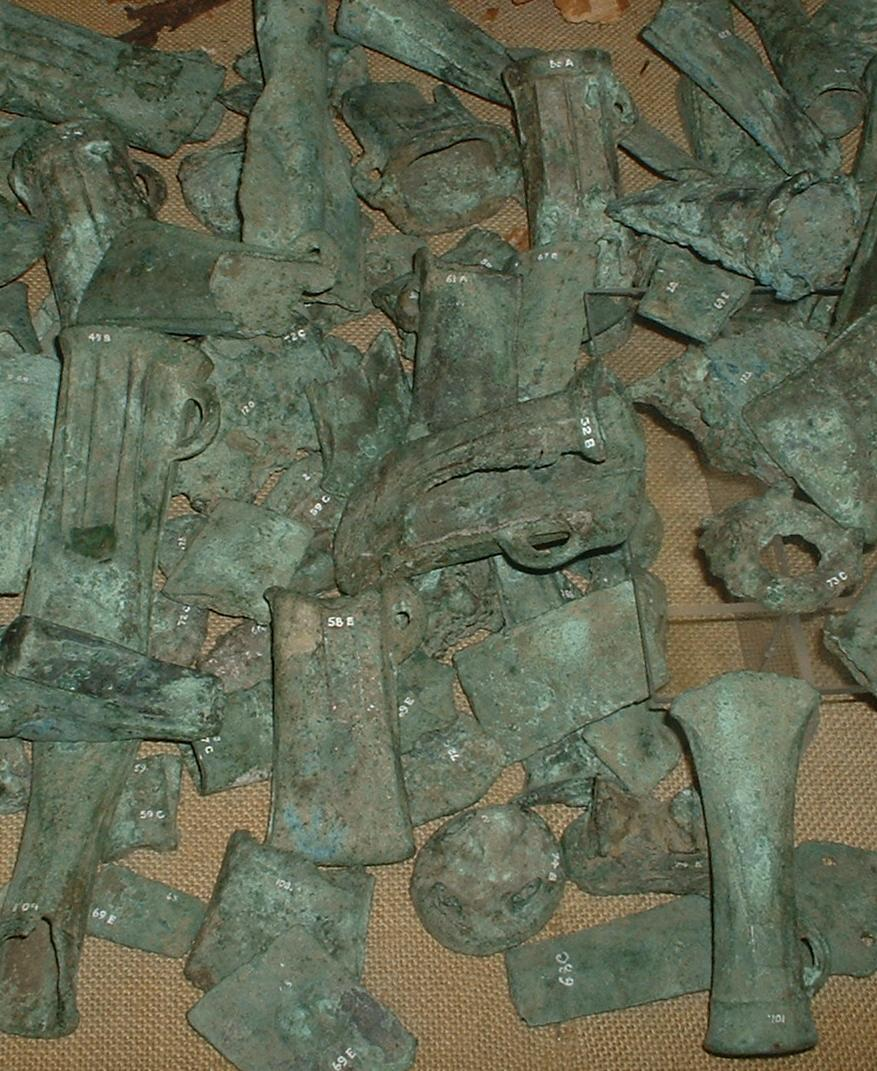
Artefakte aus der Bronzezeit

Nach einer kurzen Kupfer-Übergangszeit löste mit der frühen und mittleren Bronzezeit (ca. 22. bis 13. Jahrhundert v. Chr.) die Bronze den Stein als bestimmenden Werkstoff ab. Das in Osttirol verwendete Erz dürfte dabei insbesondere aus dem oberen Iseltal stammen. Es wurde zunächst im Tagebau, später auch im Untertagebau abgebaut. Gegossen in Barren und als Ösenhalsringe wurde das Metall danach in den Handel gebracht oder diente als prämonetäres Zahlungsmittel. Metallene Einzelfunde dieser Periode stammen vor allem aus der Umgebung von Virgen. Zahlreicher sind Keramiken, die unter anderem am Lienzer Schlossberg, in Matrei (Klaunzerberg), Heinfels (Burghügel), Strassen (Jakobibichl) und Lavant (Kirchbichl) gefunden wurden. Planmäßige Siedlungsgrabungen und Gräberfunde aus dieser Zeit fehlen jedoch.
In der späten Bronzezeit war der Osttiroler Raum von einer weitgehend einheitlichen Kultur geprägt, die ihre Toten in Urnen beisetzte (Urnenfelderkultur). Die Verbreitung der sogenannten Melauner- oder Laugner Kultur erstreckte sich dabei vom Alpenrheintal über Tirol bis ins Kärntner Drautal. In Osttirol konnte man Siedlungsschwerpunkte insbesondere durch Keramikfunde im bereits während der Steinzeit besiedelten Gebiet nachweisen. Prunkstücke sind eine steinerne Mehrfachgussform für Sicheln und Beile aus Virgen und ein Dreiwulstschwert aus Assling. Gräberfunde fehlen jedoch auch aus dieser Periode.

## Eisenzeit
Mit der zweiten Hälfte des 8. Jahrhunderts v. Chr. begann auch in Osttirol die ältere Eisenzeit, die auf Grund des Hauptfundortes auch Hallstattzeit genannt wird. Diese Periode war vor allem von der verstärkten Verwendung des Eisens geprägt, das zuvor kaum verwendet worden war. Sind aus der älteren Hallstattzeit nur wenige Streufunde aus dem oberen Iseltal bekannt, so wurde in Welzelach bei Virgen ein ganzes Gräberfeld aus der jüngeren Hallstattzeit entdeckt. Zwischen 1889 und 1891 legte Alexander Schernthanner hier 56 Steinkistengräber frei, die auch Waffen, Schmuck, Bernsteinperlen und einen figural verzierten Bronzeblecheimer enthielten. Weitere Siedlungs-, Grab- und Streufunde wurden im gesamten Bezirk gemacht, haben jedoch ihren Schwerpunkt im Virgental.
Während der folgenden, jüngeren Eisenzeit (La-Tène-Zeit) war Osttirol von der Fritzens-Sanzeno-Kultur der Räter geprägt, die sich im Raume Alttirols um 500 v. Chr. auf großteils heimischer Grundlage entwickelte. Kennzeichen sind unter anderem die typische Hausform (eingetiefte Häuser mit winkeligen Zugängen) und die typische Keramik mit seicht eingestrichenen oder gestempelten Mustern.
Etwa um 100 v. Chr. fiel der Osttiroler Raum an die Kelten (Laianken). Diese Periode dauerte jedoch nur kurz, da dieses Gebiet bereits ca. 15 v. Chr. friedlich an das Römische Reich fiel.

## Römerzeit

### Ausbreitung der römischen Herrschaft

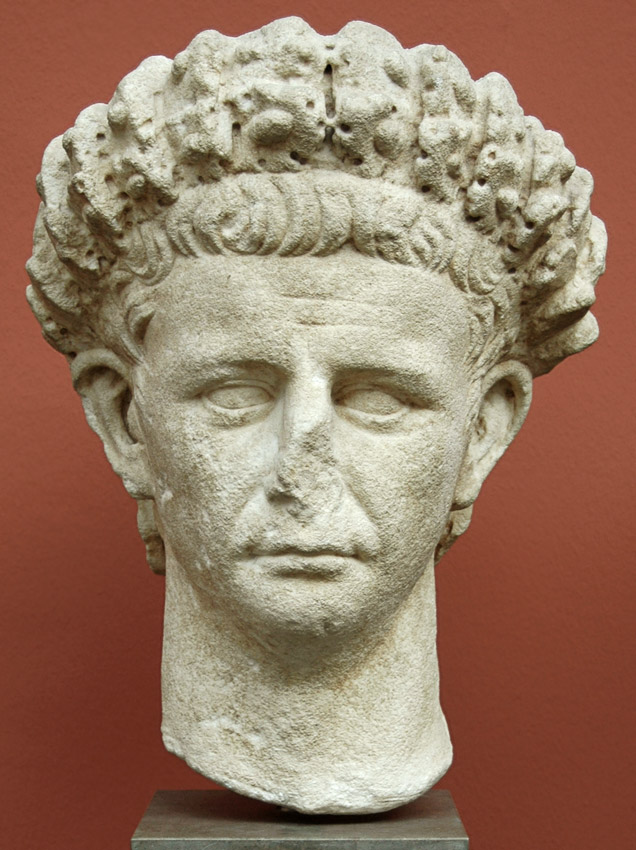
Claudius

Angelockt von den zahlreichen Metallen der Tauern wie Gold, Bleiglanz, Antimon und Kupfer traten die Römer bereits früh in Osttirol auf. Um sich den Zugriff auf diese Bodenschätze zu sichern und das oberitalienische Gebiet vor Einfällen anderer Stämme zu schützen, schlossen die Römer in der ersten Hälfte des 2. Jahrhunderts v. Chr. einen staatlichen Freundschaftsvertrag (hospitium publicum) mit dem Königreich Noricum. Dieses keltische Königreich war zu dieser Zeit ein lockerer Stammesbund unter mehreren Kleinkönigen. Als Drusus und Tiberius 16/15 v. Chr. den Alpenraum in meist blutigen Feldzügen eroberten, dürfte Noricum davon nur wenig berührt worden sein. Vielmehr ging es unter Kaiser Claudius um 50 n. Chr. friedlich in der römischen Provinz Noricum auf.
Das Interesse der Römer an den reichen Metalllagerstätten brachte auch der einheimischen Bevölkerung Wohlstand, gleichzeitig wurde sie jedoch einer straff organisierten Romanisierung unterzogen. Nahelegen dies die zwar nicht schlagartig, jedoch rapide abnehmenden Ausgrabungsfunde der keltischen Kultur nach der Machtübernahme der Römer. Dominierendes Zentrum Osttirols während der Römerzeit wurde die Stadt Aguntum mit ihrem Hinterland. Dieses Hinterland entsprach dabei in etwa dem heutigen Osttirol und dem Pustertal mit seinen Nebentälern. Das Einflussgebiet der Stadt reichte dabei im Norden bis zum Felber Tauern, im Osten bis zum Kärntner Tor, im Westen bis Mühlbach (Pustertal) und im Süden bis zu den Übergängen zum Gailtal, Kreuzbergsattel und Enneberg.

### Aguntum
Durch das Auftreten der Römer verloren die zuvor angelegten Höhensiedlungen wie etwa der Lavanter Kirchbichl oder der Matreier Klaunzerberg an Bedeutung. Aguntum entstand vielmehr am hochwassergefährdeten Talgrund eines Beckens insbesondere aus verkehrsgeographischen Gesichtspunkten. Durch die Lage am Kreuzungspunkt der Drautalstraße mit der Straße über den Iselberg profitierte Aguntum vom Metallhandel aus dem Tauern- und Glocknergebiet sowie vom Kupferhandel aus dem inneren Iseltal und seinen Nebentälern, dem Virgen- und Defereggental. Dennoch sprechen Gegebenheiten wie ein unregelmäßiges, nicht rechtwinkeliges Straßensystem für eine Vorgängersiedlung auf dem Stadtgebiet Aguntums. Die Blütezeit der Stadt dürfte während des 1. und 2. Jahrhunderts gewesen sein. Sie erhielt das claudische Stadtrecht. Zahlreiche Ausgrabungen wie die Stadtmauer, ein Atriumhaus und ein Prunkbau zeugen noch heute vom Reichtum der Stadt. Obwohl durch die Stadt im 3. Jahrhundert mehrfach germanische Scharen gezogen waren, erholte sich die Stadt wieder von den Zerstörungen. Dennoch zog sich die Bevölkerung ab dem 3. Jahrhundert und insbesondere im frühen 4. Jahrhundert immer mehr aus den Tälern in die Höhensiedlungen zurück und verlieh ihnen damit einen Entwicklungsschub. Vor allem die Bergsiedlung in Lavant blühte nach einer 200-jährigen Pause im 3. Jahrhundert n. Chr. auf. 400/406 wurde Aguntum jedoch schließlich schwerst beschädigt und 610 bei einer großen Schlacht zwischen den Baiern und den Slawen von Grund auf zerstört.

### Sonstige Siedlungsschwerpunkte

Römische Ausgrabungen in Lavant

Neben dem römischen Zentrum von Aguntum waren während der Römerzeit auch zahlreiche andere Siedlungen im Lienzer Becken besiedelt. So waren besonders die gegen Süden geneigten Hänge wie in Grafendorf, Oberdrum, Thurn und Oberlienz von Villae rusticae und vornehmen Wohnhäusern besiedelt. Weitere Siedlungsschwerpunkte finden sich in Matrei und Umgebung, das als Ausgangspunkt für das kupferreiche Virgental galt und als Kreuzungspunkt mit dem Saumweg über den Felber Tauern eine Rolle spielte. Auch in Kals lassen sich römische Funde nachweisen, wobei hier ebenfalls Tauernübergänge geografisch wichtig waren. Weitere Funde sind vom Mortbichl in der Gemeinde Bannberg und Tristach bekannt, wogegen von Lienz ostwärts bis zum Kärntner Tor archäologische Fundstätten aus der Römerzeit rar sind. Durch den Niedergang Aguntums erlangte ab dem 3. Jahrhundert auch die Siedlung am Lavanter Kirchbichl wieder steigende Bedeutung. Sie war nur durch ihre Lage am schwer zugänglichen Hügel geschützt und war ein Zentrum der Eisen- und Metallverarbeitung. Auch zwei frühchristliche Kirchen befanden sich hier. Die dortige, meist bäuerliche Bevölkerung lebte vor allem von der Viehzucht und ergänzte ihren Speiseplan durch Fischfang und Jagd. Der Wohlstand der Bevölkerung spiegelt sich insbesondere in den zahlreichen Funden von importierten Gläsern, Glasperlen sowie Schmuck und Gerätschaften wider. Um 610 wurde auch diese Siedlung im Krieg zwischen den Baiern und Slawen großflächig zerstört, verlor aber nicht ganz ihre Bedeutung.

## Mittelalter

### Völkerwanderung
Ab dem 5. Jahrhundert drangen germanische und slawische Völker auf breiter Front in die römischen Provinzen ein (siehe vor allem Spätantike). Im 6. Jahrhundert drangen von Norden her auch die Baiern in Tirol ein und stießen bis ins Pustertal vor. Als jedoch die Slawen von den Awaren bedroht wurden, stießen diese immer weiter nach Westen vor und besiedelten das Drau- und Iseltal. Den Baiern wurde somit der weitere Weg nach Osten versperrt. Im 8. Jahrhundert geriet jedoch das slawische Karantanien, das eine wesentlich größere Ausdehnung als das heutige Kärnten hatte, an das Herzogtum Bayern und wurde von bairischen Kolonisten besiedelt. Auch das Christentum wurde nun in diesen Gebieten verbreitet. Die Romanen im Pustertal sowie die Slawen und Romanen im Drau- und Iseltal assimilierten sich kulturell allmählich, ihre Sprachen starben vermutlich im Hochmittelalter aus.

### Christianisierung
Baiernherzog Tassilo III. schenkte 769 dem Abt von Scharnitz einen Gebietsstreifen im mittleren Pustertal mit dem Auftrag, die Slawen zu missionieren. Dieser gründete daraufhin das Kloster Innichen, das jedoch bald dem Hochstift Freising überlassen wurde. Daneben versuchten zwei weitere Bistümer ihren Einfluss in Karantanien zu vermehren, das Erzbistum Salzburg und das Patriarchat von Aquileia. Kaiser Karl der Große legte 811 die Diözesengrenze schließlich mit der Drau fest, die bis ins 19. Jahrhundert hielt. Die Erzdiözese Salzburg behielt die Kontrolle über die Iselregion sowie über das Gebiet links der Drau und besaß mit der Pfarre Assling auch einen Außenposten im Pustertal. Während das Bistum Aquileia in Osttirol mit der Pfarre Lavant-Tristach vertreten war, wurde das Pustertal von der Diözese Brixen kontrolliert.

### Früh- und Hochmittelalter

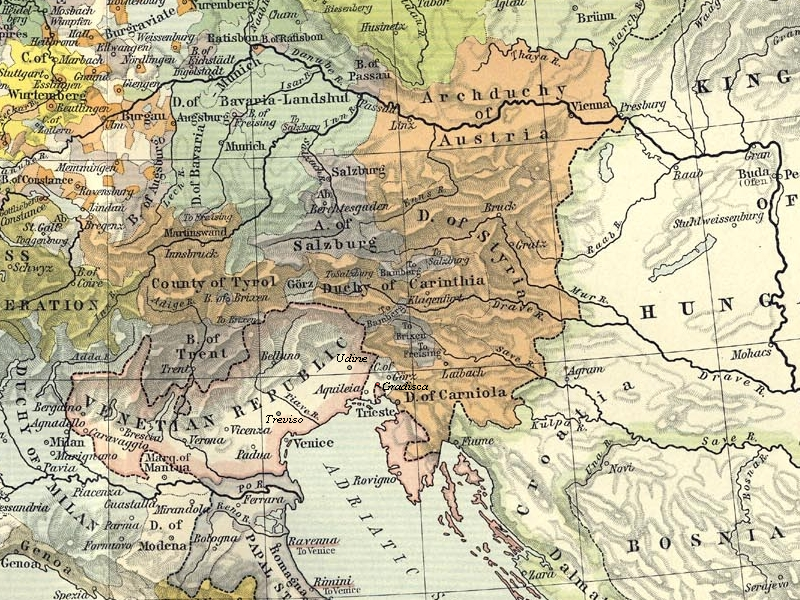
Besitzungen im heutigen Österreich 1477 – Görz zwischen Tirol und Kärnten

Langsamer als das kirchliche entwickelte sich das weltliche Machtgefüge in der Region. Oftmals wurde die formelle Macht von reichen adeligen oder kirchlichen Grund- und Leibherren untergraben. Erstes Ziel der römisch-deutschen Könige und Kaiser war die Schwächung der einflussreichen Bayern, die 976 durch die Errichtung des selbstständigen Herzogtums Kärnten entkräftet wurden. Das neue Herzogtum reichte dabei im Westen bis in die Tauernregion und umfasste das Lienzer Becken. Im Pustertal erstreckte sich das Gebiet bis zur Lienzer Klause. Der südwestliche Machtbereich der Bayern wurde zusätzlich durch die Übertragung der Grafenrechte der Grafschaft Pustertal an den Brixener Bischof ausgedünnt. Während sich im Westen die Grafen von Tirol durchsetzten, entwickelte sich zwischen Tirol und Kärnten ein neues Machtzentrum, die Grafschaft Görz, deren Einfluss auf Kosten des Bistums Aquileia und des Hochstifts Freising wuchs. Die Grafen von Görz entstammten dabei dem bayrischen Hochadel und tauchten im 11. Jahrhundert am historischen Horizont auf. Ihre Machtbasis baute auf das Grafengeschlecht von Lienz auf, das das Verwaltungszentrum des Lienzer Gaues in der kärntnerischen Grafschaft Lurngau war. Als die Grafen im Lurngau 1100 die Vogtei Aquileia erwarben, vereinigten sie ihre Besitzungen mit den neuen Ländereien und benannten sich 1120 durch den verschobenen Machtschwerpunkt in von Görz um. Paroli wurde den Görzern in Osttirol insbesondere vom Erzbistum Salzburg geboten, das um 1200 den Raum Matrei, das Defereggental und um Nikolsdorf die Ländereien der Grafen von Lechsgemünd erwarb. Die Strategie der Görzer, Salzburg und die Kärntner Spanheimer im Bündnis mit den Grafen von Tirol militärisch zurückzudrängen, scheiterte 1252 jedoch.

### Spätmittelalter

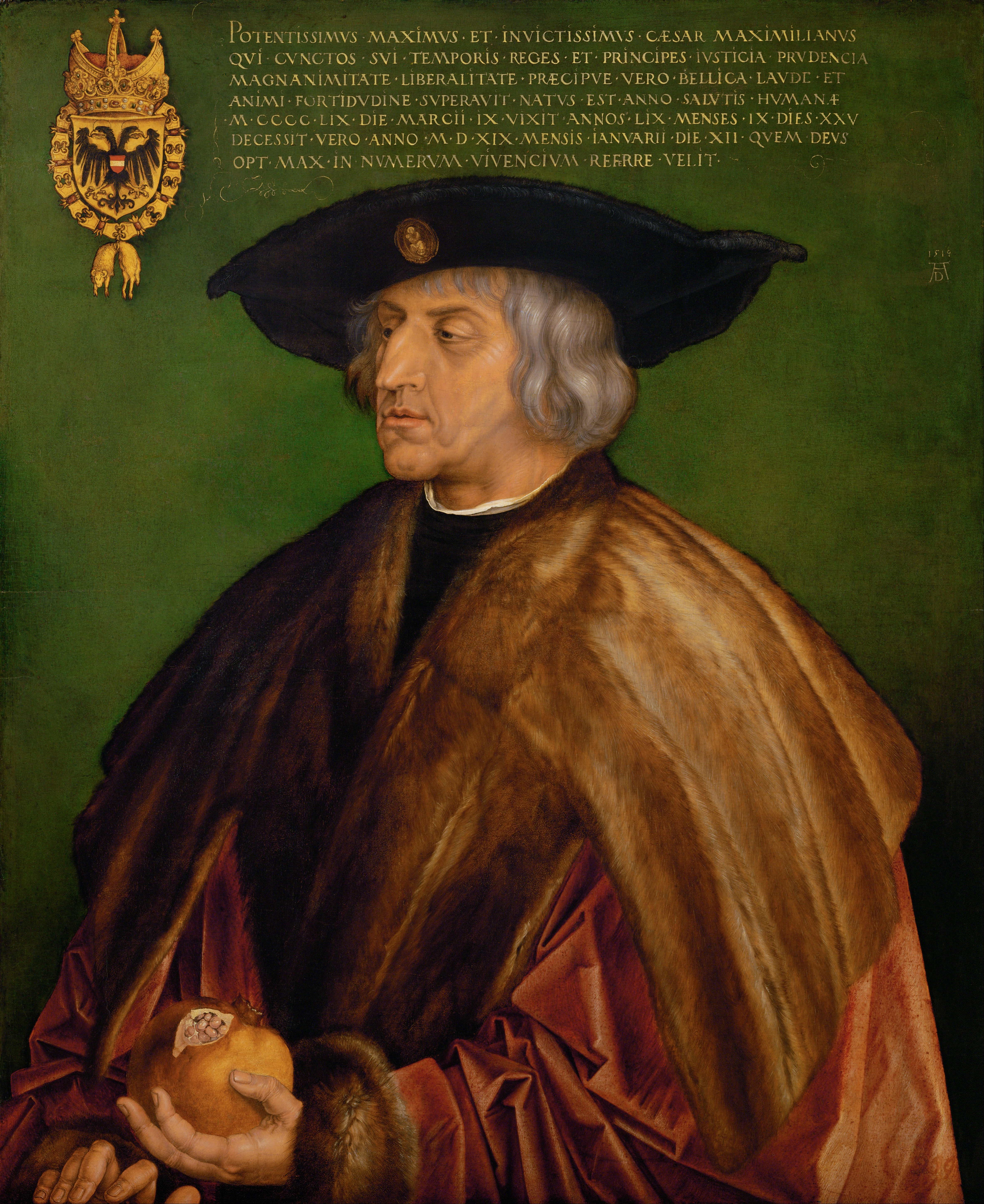
Maximilian I. erbte die Gebiete der Görzer

Trotz der Niederlage von 1252 (Frieden von Lieserhofen) profitierten die Görzer von ihrem Bündnis mit Tirol. Meinhard III. von Görz (später Meinhard I. von Tirol) hatte um 1237 Adelheid, eine der beiden Töchter des Grafen Albert von Tirol, geheiratet und erbte nach dessen Tod 1253 die Kernzonen des späteren Tirol nördlich und südlich des Brennerpasses. Nach Meinhards Tod 1258 wurden 1271 die umfangreichen Besitzungen schließlich unter seinen Söhnen aufgeteilt. Meinhard IV. von Görz erhielt als Meinhard II. die Grafschaft Tirol, Albert von Görz hingegen das görzische Erbe, vermehrt um die tirolerischen Herrschaftsrechte im Pustertal. Die meinhardinische Linie konnte sich jedoch nicht lange behaupten, bereits Meinhards Enkelin Margarete von Tirol überantwortete 1363 die Grafschaft Tirol den Habsburgern, nachdem die männliche Linie ihrer Familie 1335 erloschen war. Im Gegensatz dazu gelang es den albertinischen Görzern ihr Erbe zu konsolidieren und schließlich zu vermehren. Um 1300 erreichten aber auch sie bereits ihren Zenit. Hauptgegner der Görzer waren die Habsburger, die bereits 1335 den Tiroler Görzern das Herzogtum Kärnten abgenommen hatten und 1363 auch die Grafschaft Tirol übernahmen. Dadurch gerieten die Görzer zwischen das Herrschaftsgebiet der Habsburger, die nun versuchten, die territoriale Lücke zwischen ihren Gebieten zu schließen. Auch im Süden war das Reich der Görzer bedroht. Hier versuchte sich vor allem die Republik Venedig als Landmacht zu etablieren und auch die Habsburger bedrohten mit ihrem Zugang zur oberen Adria die Interessen der Görzer. Die beiden voneinander getrennten Hälften der Görzer Besitzungen (später Vordere und Hintere Grafschaft Görz) gerieten so immer mehr in Gefahr. Da der Einfluss im Süden durch Venedig immer stärker eingeschränkt wurde, rückte Lienz zur Hauptresidenz der Görzer auf. Als 1460 die Brüder Johann und Leonhard von Görz an der militärischen Eroberung des Erbes der Grafen von Cilli scheiterten, entriss ihnen Kaiser Friedrich III. die Herrschaft Lienz und alle Gerichte östlich des Kärntner Tors im Drautal sowie weitere Besitzungen im Gailtal und Mittelkärnten. Obwohl es Leonhard zwei Jahre später noch gelang, die Herrschaft Lienz durch einen von Söldnern vorgetäuschten Volksaufstand zurückzuerobern, arbeitete die Zeit für die Habsburger. Nachdem die Ehe Leonhards kinderlos geblieben war, fiel das Tiroler Gebiet der Görzer nach seinem Tod 1500 an Maximilian I.

## Neuzeit

### Einverleibung in die Grafschaft Tirol

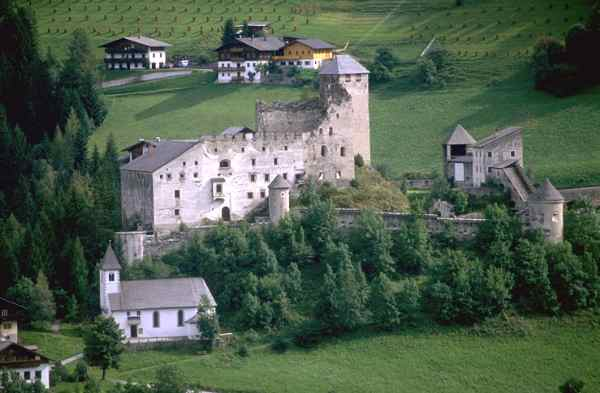
Burg Heinfels in Panzendorf

Maximilian I. konnte das neue Gebiet rasch gegen Venedig verteidigen und schickte einen Beamtenstab aus Innsbruck zur Verwaltung nach Osttirol. Der Anschluss an Tirol, zunächst nur ein Provisorium, war wenig später jedoch bereits eine Tatsache, an der auch die Kärntner nichts mehr ändern konnten.
Das der Grafschaft Tirol zugeschlagene Gebiet umfasste dabei die Herrschaft Lienz mit seinen fünf Gerichten (Stadt Lienz, Landgericht Lienz, Virgen, Kals und Lienzer Klause), (im heutigen Südtirol) das Pustertal von der Mühlbacher Klause Richtung Osten, die Gerichte Schöneck mit Burgfrieden, Ehrenburg, Uttenheim oder Neuhaus, Sankt Michelsburg, Altrasen, Welsberg sowie (großteils bereits in Osttirol gelegen) Heinfels.
Trotz dieses umfangreichen Gebietes befanden sich noch wesentliche Teile des späteren Osttirols in der Hand anderer Mächte. So behauptete das Hochstift Brixen das Gericht Anras, das zwischen den Gerichten Heinfels und Lienzer Klause sowie der Kärntner Grenze lag und das Gebiet der heutigen Gemeinden Anras, (großteils) Assling, Obertilliach und Untertilliach umfasste; es erstreckte sich von Osttirols Südgrenze bis zum Kamm des Defereggengebirges, wo es an das Salzburgische Pfleggericht Windisch-Matrei grenzte, das auch Teile des Defereggentals umfasste. Durch diese geistlichen Territorien war der Ostteil Osttirols mit Lienz vom übrigen Tiroler Gebiet getrennt. Die Ostspitze des heutigen Osttirols bildete die kleine Herrschaft Lengberg, ebenfalls salzburgisches Territorium.
Die Integration der görzischen Herrschaft in die Grafschaft Tirol verlief ohne Probleme. So war etwa Tirol nicht nur wohlhabender, sondern auch wesentlich fortschrittlicher in Verfassung, Verwaltung und Recht. Weiters hatten die Landstände in Tirol im Gegensatz zu Görz ein wichtiges Wort mitzureden. Durch die Einführung der hierarchischen Tiroler Verwaltung wuchs jedoch auch der herrschaftliche Zugriff. Osttirol wurde in die Landmiliz eingegliedert. Darüber hinaus mussten alle Grundbesitzer im Gegensatz zu früher Grundsteuer zahlen und wirtschaftlich büßte Lienz seine Stellung ein, da es die herrschaftliche Residenz verlor. Im Gegenzug gelang es der Bürgerschaft jedoch, die zuvor niedergehaltene Autonomie auf den Status anderer Tiroler Städte anzuheben.

### 16. bis 18. Jahrhundert

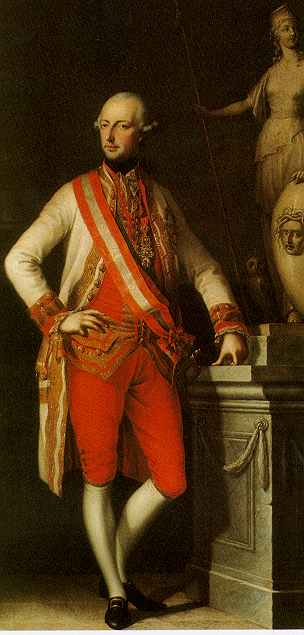
Reformer Kaiser Joseph II.

Von den sozialen Unruhen im 16. Jahrhundert blieb Osttirol großteils verschont. Während die Bauernkriege 1525 im zentraleuropäischen Bereich wüteten, kam es in Osttirol kaum zu Unruhen. Windisch-Matrei wurde jedoch kurzfristig von Tirol besetzt, um einen Übergriff der revolutionären Tendenzen zu verhindern. Auch die Reformation stieß in Osttirol auf wenig Widerhall, protestantische Bewegungen konnten hier kaum Fuß fassen. Nur im damals salzburgischen Defereggental fielen die von Salzburger Saison- und Wanderhändlern mitgebrachten Ideen auf fruchtbaren Boden. Der Salzburger Erzbischof griff jedoch hart durch und zwang 1684 900 Deferegger, die auf ihrem Glauben beharrten, zur Auswanderung.
Wirtschaftlich bedeutete diese Zeit eine schwere Belastung für das Gebiet. Zwar blieb man von kriegerischen Zerstörungen verschont, Bergbau, Handel und Verkehr waren jedoch rückläufig. Zusätzlich ließ die Kleine Eiszeit die landwirtschaftlichen Erträge zurückgehen.
Erst im 18. Jahrhundert erholte sich die Wirtschaft mit anziehender Konjunktur. Zudem gebärdete sich der Staat unter Maria Theresia wesentlich investitionsfreudiger. Immer mehr rückten die Untertanen als Wirtschaftssubjekte in den Vordergrund und wurden als Steuerzahler oder Soldaten benötigt. Die Reformen trafen aber auch die Kirche. Unter Kaiser Joseph II. wurde nicht nur das Pfarrwesen neu organisiert, auch zahlreiche Orden, die keinen öffentlichen Nutzen hatten, wurden aufgelöst. So wurde etwa das Haller Damenstift 1783 geschlossen, seine Gerichte kamen unter staatliche Verwaltung. Weiters traf es das Karmelitenkloster in Lienz, in das später die Franziskaner einzogen. Auch auf die staatliche Organisation wirkten sich die Reformen aus. Die traditionellen Rechte der Länder, Städte und Zünfte wurden abgeschafft und an deren Stelle trat eine straffe und zentralistische Organisation. Einheitliche Rechtsgrundlagen folgten.

### 19. Jahrhundert
Der Staatsumbau setzte sich auch im 19. Jahrhundert fort. 1803 wurden die geistlichen Reichsfürstentümer aufgelöst und der Territorialbesitz der Hochstifte säkularisiert. Die Gebiete der Fürstentümer Brixen und Trient wurden der Grafschaft Tirol angegliedert, die Hofmark Innichen und das Gericht Anras wurden ebenfalls tirolerisch und den Landgerichten Sillian (Heinfels) bzw. Lienz zugeschlagen.

#### Osttirol unter den Franzosen

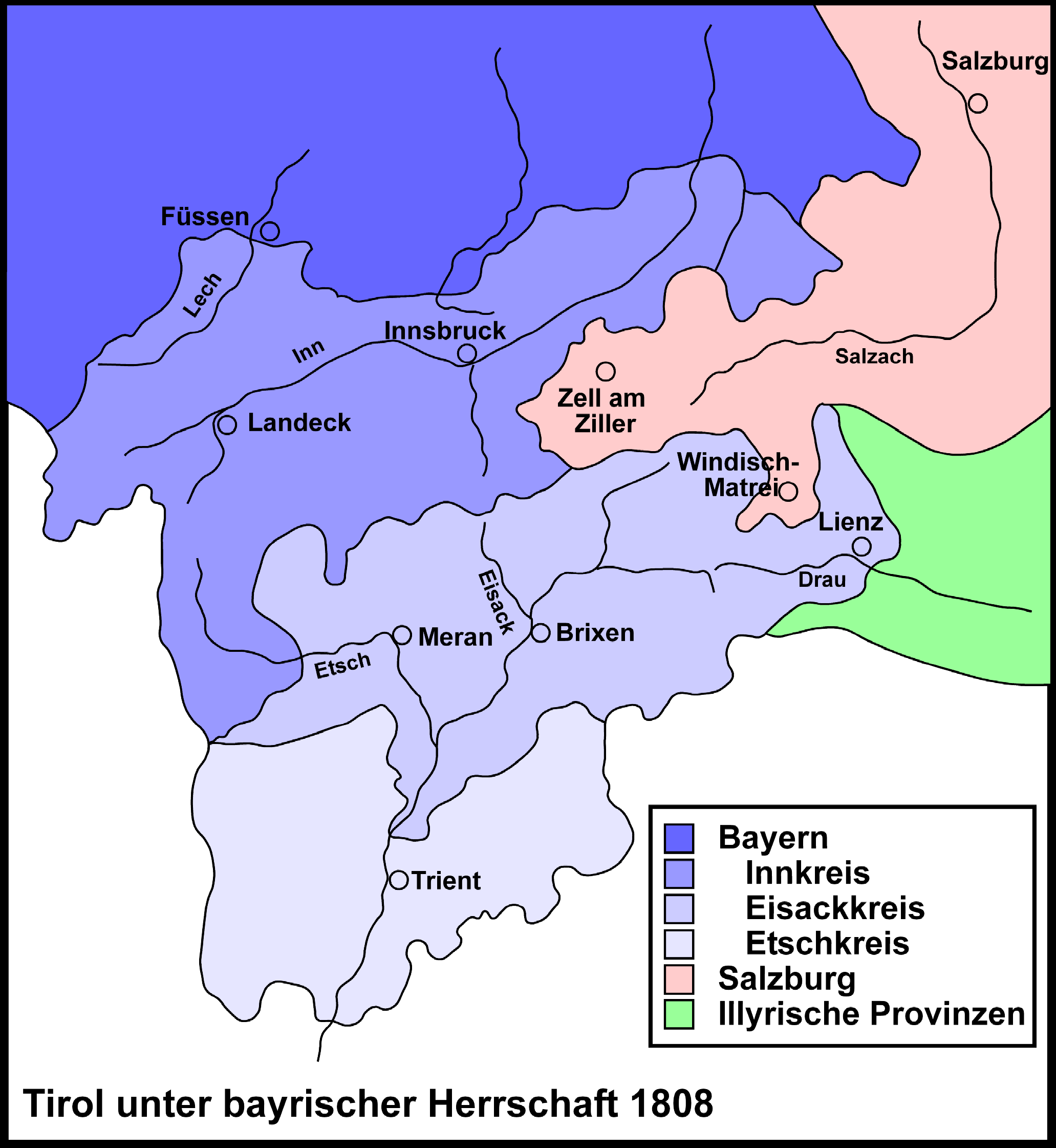
Tirol unter bayerischer Herrschaft 1808

Kurzfristig wurde die Reformarbeit jedoch durch die napoleonischen Kriege unterbrochen. Infolge der Niederlage Österreichs im Dritten Koalitionskrieg und des folgenden Pressburger Friedens in den Jahren 1805/06 wurde Tirol auf drei neue bayerische Provinzen aufgeteilt, wobei das südliche Tirol an den Eisackkreis fiel. Danach begann Bayern in den neuen bayerischen Provinz Reformen durchzuführen, wobei die Missachtung der alten Tiroler Wehrverfassung (Landlibell) und die Wiedereinführung der josephinischen Kirchenreform für Unmut sorgten. Die massiven Eingriffe führten zum so genannten Kirchenkampf des Klerus und der einfachen Bevölkerung. Die Zwangsrekrutierungen führten schließlich 1809 zum Aufstand unter Andreas Hofer. Dem Aufruf Hofers folgten auch die Osttiroler Schützen aus dem Isel-, Drau- und Pustertal. Sie sammelten sich an der Lienzer Klause und blockten erfolgreich den Vorstoß der französischen Truppen im Pustertal ab. Aus Rache steckte der französische General Rusca einige Dörfer in der Umgebung von Lienz in Brand. Im Dezember folgte der letzte Aufstand der Osttiroler, als ein Aufgebot aus dem Iseltal die Franzosen aus seinem Tal bis vor Lienz jagte. Als Folge des Aufstandes wurde Tirol 1810 auf drei Staaten aufgeteilt. Das Tirol östlich von Toblach (Osttirol) wurde nämlich den Illyrischen Provinzen zugeschlagen und 1811 um das bisher salzburgische Windisch-Matrei erweitert.

#### Neuorganisation
Nachdem Österreich den Südosten Tirols 1813 zurückerobert hatte, wurde das Gebiet neu organisiert. Ab 1816 wurden drei Verwaltungs- und Justizsprengel eingeführt. Dies waren die Landgerichte Windisch-Matrei (mit Virgen und Kals), Lienz (inklusive Anras und dem 1816 an Tirol gewanderten Lengberg) sowie Sillian (inklusive Innichen und Tilliach). Damit zeichnete sich erstmals auch der spätere Bezirk Lienz ab. Gleichzeitig passte sich die katholische Kirche den neuen Gegebenheiten an. Nach dem Rückzug von Salzburg und Görz gehörte Osttirol ab 1814 einheitlich zur Diözese Brixen. 1817 schuf das Gemeindegesetz in Tirol auch erstmals einen einheitlichen Ordnungsrahmen und beseitigte die rechtliche Bevorzugung von Märkten und Städten. Die Gemeindeordnung von 1866 hob schließlich auch die heutige, politische Gemeinde aus der Taufe. Als 1868 in der Österreichischen Reichshälfte Justiz und Verwaltung auf lokaler Ebene getrennt wurden, konstituierten sich die Bezirksgerichte Lienz, Windisch-Matrei und Sillian als Instanzen der Justiz und die Bezirkshauptmannschaft Lienz als umfassende Verwaltungsinstanz.

#### Wirtschaftlicher Wandel
Die beginnende Industrialisierung zog an Osttirol fast spurlos vorüber. Trotzdem verschob sich das wirtschaftliche und soziale Gefüge innerhalb der Region. Die wachsende Bevölkerung konnte nicht mehr in der Landwirtschaft unterkommen und musste in das Gewerbe oder den Dienstleistungssektor abwandern. Die bevorzugten Gebiete waren dabei Lienz oder auch außerhalb des Bezirkes. Kleinere Handwerksbetriebe siedelten sich zwar in den Landgemeinden an, die Bevölkerungszahl stagnierte hier jedoch. Einen Investitionsschub bewirkte der Bau der Pustertalbahn im Jahr 1871. Sie brachte die Eisenbahner ins Land und öffnete die Region für den Tourismus. Von den Sommerfrischlern profitierte insbesondere Lienz, das seine Größe zwischen 1868 und 1910 von 2111 auf 6045 Einwohner steigern konnte, während die Bevölkerung des Bezirks nur von 30.000 auf 33.000 Einwohner stieg. Dennoch blieb die Landwirtschaft der wichtigste Erwerbszweig, um 1900 lebten rund zwei Drittel der Osttiroler von ihr. Im kleinstrukturierten Gewerbe spielte vor allem das Gast- und das Baugewerbe eine wichtige Rolle.

## Zeitgeschichte

### Erster Weltkrieg und Zwischenkriegszeit
Durch den Kriegseintritt Italiens im Mai 1915 wurde das Hinterland Tirol von den Auswirkungen des Ersten Weltkriegs direkt getroffen. Tirol wurde zum Operationsgebiet, die Osttiroler Gemeinden im Westen und Süden (Sexten bis Untertilliach) lagen direkt an der Italienfront. Nach der Einnahme des Porze-Gipfels am Kamm der Karnischen Alpen im Juni 1915 gerieten insbesondere Obertilliach und Kartitsch ins Schussfeld der italienischen Artillerie. Weitere Artillerieangriffe konzentrierten sich vor allem auf die Pustertalbahn und somit auf Sillian und Innichen. Ein Luftangriff auf den Lienzer Bahnhof am 7. September 1918 forderte weiters ein Todesopfer und vier Verletzte.
Nach dem Ende der Kampfhandlungen versuchte ein rasch gebildeter Lienzer Nationalrat die Nachkriegswirren in geordnete Bahnen zu lenken. Der Einmarsch der Italiener im November 1918 bei Sillian und Tassenbach brachte Osttirol wie auch den übrigen Teil Tirols unter italienische Besatzung. Der Vertrag von Saint-Germain, der am 10. September 1919 geschlossen wurde und 1920 in Kraft trat, hatte die Abtrennung Südtirols an Italien zur Folge. Der Bezirk Lienz, in der Folge immer öfter auch als Osttirol bezeichnet, erhielt dadurch seine endgültigen Grenzen. Die Abtrennung Südtirols verstärkte die Randlage des Gebietes noch zusätzlich, weshalb man sich nun mehr nach Osten, d. h. nach Kärnten umorientieren musste. Kurzfristig kam es 1920 sogar zur Ausrufung des Anschlusses an Deutschland als Deutscher Gau Osttirol.
Dominante politische Macht während der Zwischenkriegszeit wurde die Tiroler Volkspartei. Erst weit dahinter folgten Sozialisten und Kommunisten. Auf Grund der katholisch-konservativen Prägung Osttirols erfuhr hier die Errichtung des autoritären austrofaschistischen Ständestaates eine breite Zustimmung. Die Weltwirtschaftskrise hatte ähnlich wie im übrigen Österreich zu einer hohen Arbeitslosigkeit geführt, der man mit Großprojekten entgegenwirkte. Projekte wie die zwischen 1930 und 1935 errichtete Großglockner-Hochalpenstraße zwischen Kärnten und Salzburg wurden im Zuge der Krise aus dem Boden gestampft. Der Bau der Felbertauernstraße, der die dringende Verbindung zwischen Osttirol und Salzburg herstellen sollte, konnte jedoch erst 1967 abgeschlossen werden.

### Osttirol und der Nationalsozialismus
Der Zulauf zur NSDAP erfolgte in Osttirol etwas später als im restlichen Österreich, beginnend mit der Machtergreifung Hitlers 1933. Auch das Verbot der NSDAP im Juni 1933 konnte diesen Zuwachs nicht bremsen. Während des Juliputsches der Nationalsozialisten blieb es in Osttirol vergleichsweise ruhig, Angehörige des Bundesheeres und der Heimwehr wurden jedoch bei der Niederschlagung des Putsches im benachbarten Oberkärnten bis Spittal an der Drau eingesetzt. Daraufhin gewann immer mehr eine monarchistische Strömung an Einfluss, während die illegalen Nationalsozialisten allenfalls durch Appelle der SA in Oberlienz auf sich aufmerksam machen konnten. Am 11. März 1938, unmittelbar vor dem Anschluss, zog ein Fackelzug der Nationalsozialisten durch Lienz, während die ersten Postenbesetzungen befehlsmäßig nach Vorgaben aus Innsbruck durchgeführt wurden. Erste Verhaftungen von Juden sowie Verantwortlichen des Ständestaates oder der Heimwehr begannen augenblicklich. Die Wehrmacht erreichte Osttirol hingegen erst mit einigen Tagen Verspätung. Bei der am 10. April durchgeführten „Volksabstimmung“ über den „Anschluss“ erreichte der Bezirk Lienz mit 98,68 % Ja-Stimmen die geringste Zustimmung aller Tiroler Bezirke, die Gemeinde Innervillgraten hatte mit 73,7 % Zustimmung gar den niedrigsten Wert in Österreich.
Bereits im Juli/Oktober 1938 folgte eine Verwaltungsänderung, die auf heftige Ablehnung in der Osttiroler Bevölkerung traf. Der Kreis Lienz wurde dem Gau Kärnten zugeteilt, und die Bezeichnung Osttirol verschwand für mehrere Jahre. Die kirchliche Organisation des Gebietes blieb hingegen auch während der Zeit des Nationalsozialismus unverändert als „Apostolische Administratur Innsbruck-Feldkirch“ bei der Diözese Brixen. Im Zweiten Weltkrieg wurden zahlreiche Männer zum Militärdienst einberufen, 1300 bis 1400 kehrten davon nicht zurück. Zudem verstärkte sich der Zugriff auf die „Heimatfront“, der sich insbesondere gegen die Kirche richtete und das Brauchtum instrumentalisierte. Das massive Vorgehen gegen die Kirche und Religion löste im konservativen Osttirol auch ein gewisses Resistenzverhalten aus, etwa 70 bis 80 Zivilpersonen aller Gesellschaftsschichten, insbesondere Widerstandskämpfer fielen den Nationalsozialisten zum Opfer. Mit dem Heranrücken der Alliierten wurde Osttirol, insbesondere 1945, auch von Bombenangriffen betroffen. Im April 1945 wurden der Lienzer Hauptplatz sowie der Bahnhof fast völlig zerstört. Insgesamt starben 18 Menschen in Osttirol durch Luftangriffe. Der Einmarsch britischer Truppen am 8. Mai 1945 bedeutete schließlich das Ende der Nazi-Herrschaft in Osttirol.

## Die zweite Hälfte des 20. Jahrhunderts

### Erste Nachkriegsjahre

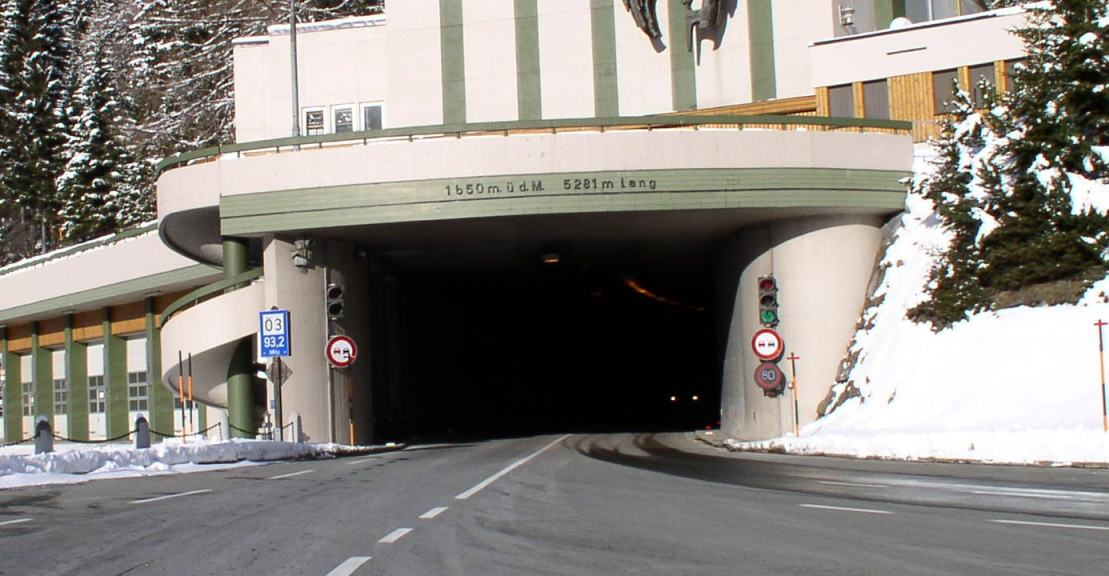
Eingang zum Felbertauerntunnel auf Tiroler Seite

Kurz nach Kriegsende kam es zur Lienzer Kosakentragödie, der größten Tragödie in Osttirol: Anfang Mai 1945 flüchteten rund 25.000 Kosaken, die auf der Seite Hitlerdeutschlands gekämpft und im Zuge der Partisanenbekämpfung am Balkan und Norditalien in Kriegsverbrechen verwickelt waren, vor den Alliierten und Partisanenverbänden über den Plöckenpass nach Oberkärnten und Osttirol, wobei sie in Lienz ihr Hauptquartier aufschlugen. Entgegen anderer Zusage verfrachteten die Briten die Kosaken in Eisenbahnwaggons, um sie an die Sowjetunion auszuliefern. In den Lagern um Lienz und Oberdrauburg begingen aus diesem Grund zahlreiche Kosaken Selbstmord, andere wehrten sich und wurden erschlagen. Der Großteil der Kosaken wurde jedoch in Judenburg den sowjetischen Truppen übergeben, wobei viele schon den Transport nicht überlebten bzw. durch Selbstmord oder Hinrichtungen starben. In Lienz erinnert heute noch der Kosakenfriedhof an diese Geschehnisse.
Für die Osttiroler Bevölkerung spielte neben der Nahrungsmittelsicherung und der Behebung der Bombenschäden auch die Lösung der Verwaltungsfrage eine wichtige Rolle. Im Gegensatz zum französisch besetzten Nordtirol gehörte Osttirol zur Besatzungszone der Briten, die jedoch hier schon im Oktober 1953 und nicht wie allgemein erst 1955 das Besatzungsgebiet verließen. Durch die vorübergehende Lösung der Südtirol-Frage (Gruber-De-Gasperi-Abkommen) und das Einlenken der Briten kam es jedoch bereits im September/Oktober 1947 zur Rückgliederung Osttirols an Tirol. 1948/49 erleichterte zudem ein Abkommen mit Italien den Eisenbahn- und Straßenverkehr über Südtirol. Die Entnazifizierung war in Osttirol hingegen weniger erfolgreich. Im Vergleich mit anderen Regionen Österreichs wurden hier nur wenige ehemalige Nationalsozialisten verurteilt.

### Tourismus, Großprojekte und Kraftwerksstreit

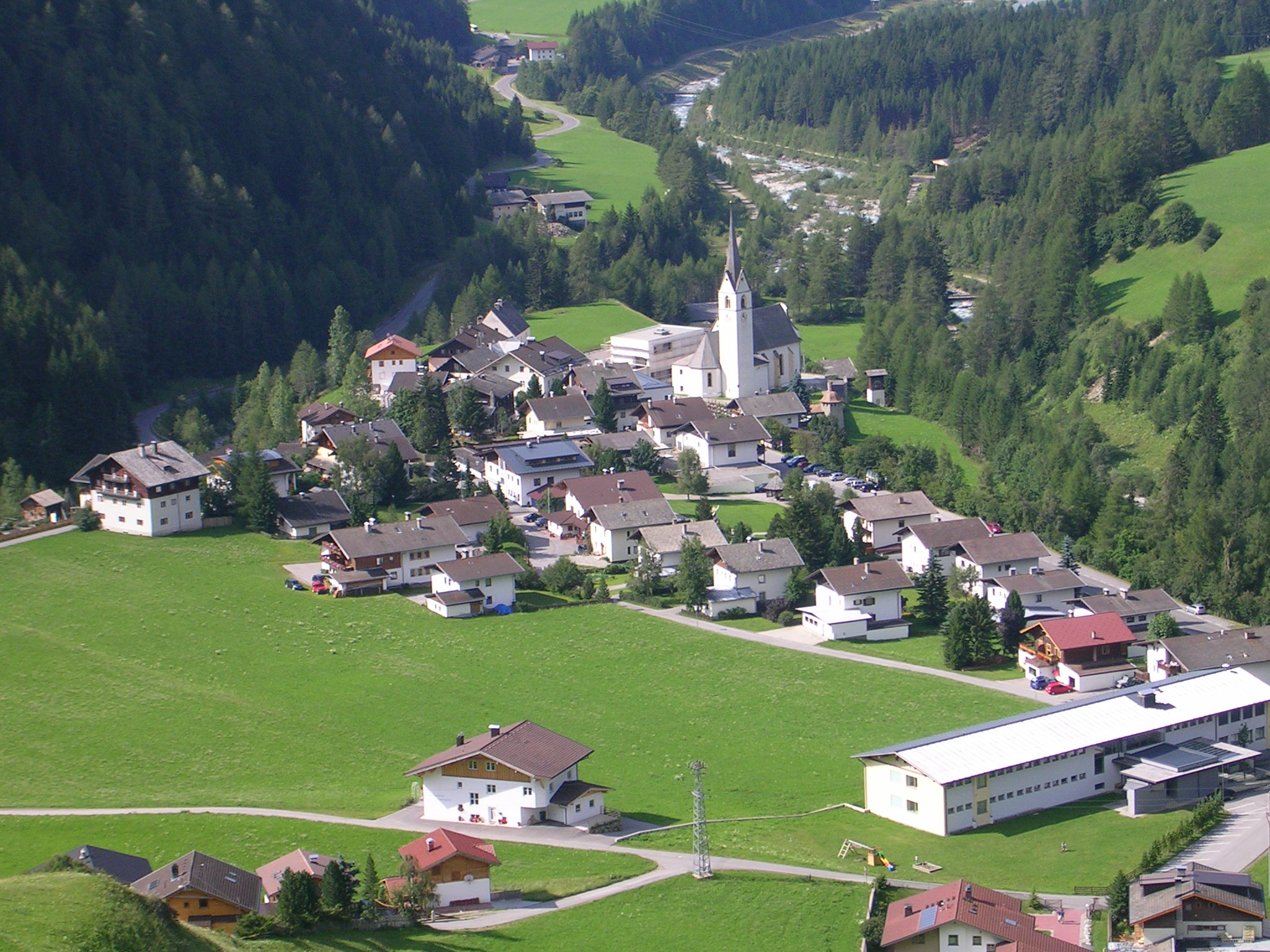
Kals am Großglockner

War der Tourismus, der Ende des 19. Jahrhunderts eingesetzt hatte, schon in der Zwischenkriegszeit ein wichtiger Wirtschaftsfaktor der Region gewesen, so erlangte er nach 1945 bald eine noch größere ökonomische Bedeutung. Matrei in Osttirol konnte beispielsweise 1948 seine Nächtigungszahlen gegenüber der Zwischenkriegszeit verdoppeln. Probleme bereitete hingegen die Anbindung des Bezirks Lienz an das Umland. In dieser Hinsicht spielte der Bau der Felbertauernstraße 1962 bis 1967 eine herausragende Rolle, da Osttirol eine bessere Verbindung nach Salzburg und Innsbruck bekam und die Felbertauernstraße eine wichtige Anbindung für den Tourismus bedeutete. Parallel zur Straße wurde auch die Transalpine-Ölleitung (TAL) Triest–Ingolstadt gebaut. Der Bau der Felbertauernstraße und das Wirtschaftswunder sorgten für eine weitere Steigerung der Nächtigungszahlen, die zwischen 1965 und den 90er Jahren fast verdoppelt werden konnten, jedoch stark auf den Wintertourismus fokussiert blieben.
Ein Ereignis prägte Osttirol in den 60er Jahren wie kein anderes: Die Hochwasserkatastrophen von 1965/66, die im September 1965, August und November 1966 unvorstellbare Schadensereignisse darstellten. Warme Südwinde, die Schnee und Gletscher zum Schmelzen brachten, sorgten in Verbindung mit starken Niederschlägen in ganz Osttirol für Abgänge von Muren und ließen Flüsse und Bäche über die Ufer treten. Insgesamt forderten die Naturkatastrophen 23 Todesopfer und zerstörte zahlreiche Brücken, Gebäude (darunter Kirche und Kapelle), Wohngebäude und vor allem Landwirtschafts- und Kulturflächen. 
Die Großprojekte und die Beseitigung der Folgen der Hochwasserkatastrophe hatten in Osttirol zu einer überhitzten Baukonjunktur geführt. Der Ruf nach weiteren Großprojekten wurde daher laut. In diesem Zusammenhang tauchte daher Anfang der 70er Jahre ein jahrzehntealtes Megaprojekt auf, das die Entwässerung von 20 Bächen und den Bau des größten Staudamms Österreichs (220 Meter) im Kalser Dorfertal vorsah. Hatten in den 50er und 60er Jahren das Fehlen von Ersatzweidegründen sowie Finanzierungsprobleme und der Bau der Felbertauernstraße das Projekt verhindert, so erwuchs dem Projekt nun in der vermehrt Zulauf findenden Umweltbewegung ein ernsthafter Gegner. Auch die ersten Politiker der Grünen sowie Bundesvertreter von ÖVP und SPÖ traten gegen das Projekt auf, während sich ÖVP-Landes- und Bezirkspolitiker, der ÖGB, die Energiewirtschaft sowie auch lange Zeit die betroffenen Gemeinden für die Verwirklichung einsetzten. Der Streit um das Dorfertal lähmte Osttirol lange Zeit, bis sich die Kalser Bevölkerung 1987 schließlich mit 63,49 % gegen das Projekt stellte. Wirtschafts- und Energieminister Robert Graf verkündete 1989 schließlich das endgültige Ende des Dorfertalkraftwerks.

### Nationalpark und erneuter Kraftwerksstreit

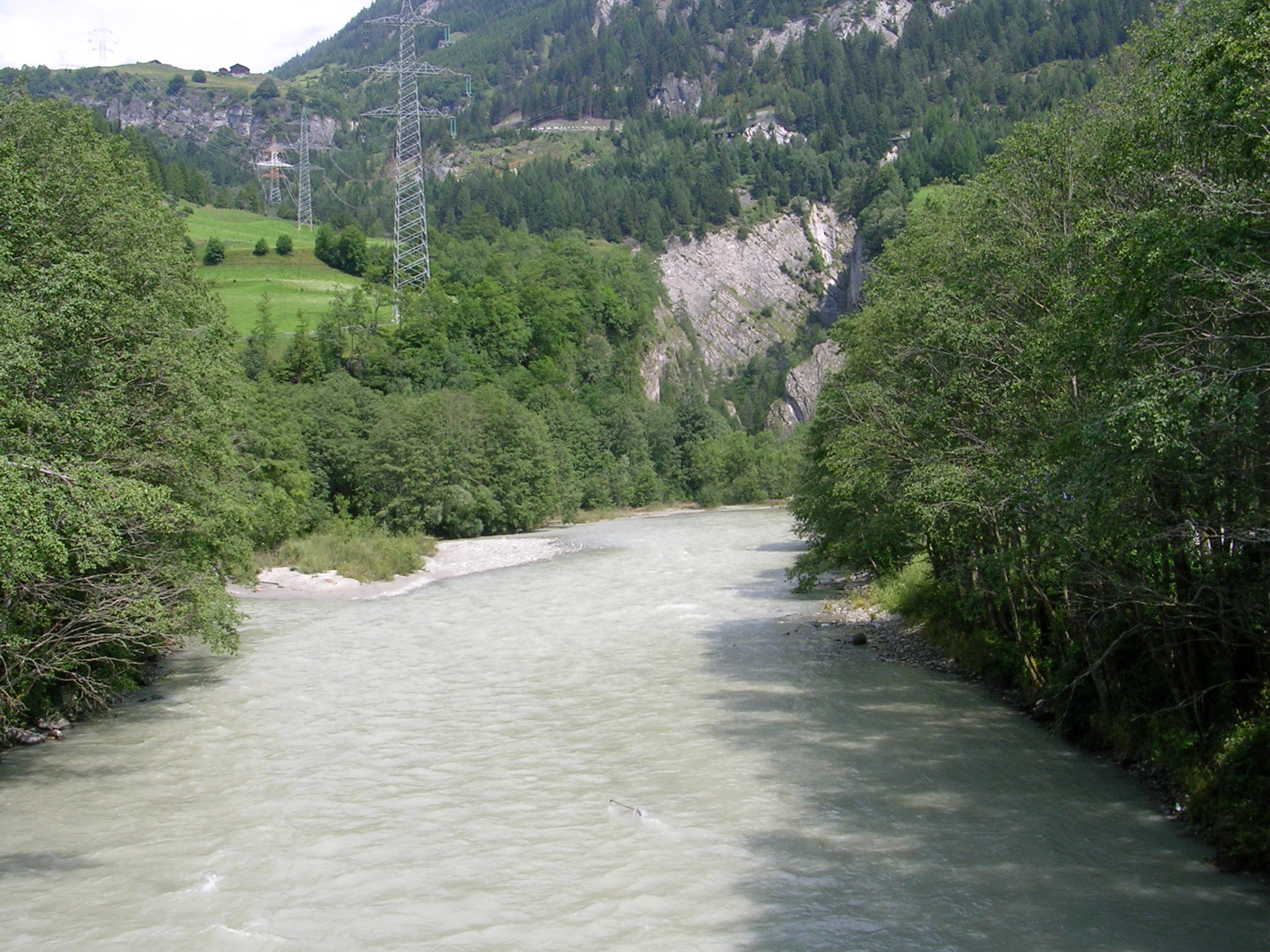
Tauernbach unterhalb der Prosseggklamm

Durch die Neuorientierung hin zum Naturschutz war auch eine Neupositionierung Osttirols möglich geworden. Der 1984 gegründete Nationalpark Hohe Tauern wurde zu einem Bestandteil Osttiroler Identität und auch ein wichtiges Element der Tourismuswerbung. Gleichzeitig wurde in den 90er Jahren ein vermehrter Ausbau von Qualitätsbetten betrieben, während die Anzahl der Nächtigungen bei Privatzimmervermietern durch Eigenbedarf, wachsenden Wohlstand und den Strukturwandel zurückgingen. Der rückläufige Sommertourismus konnte durch den Wintertourismus teilweise aufgefangen werden. Der Beitritt zur EU erleichterte schließlich auch das Zusammenwachsen der Region mit Südtirol. Die Grenzkontrollen wurden abgeschafft und erste Niederlassungen Südtiroler Firmen entstanden.
2005 keimte der Streit um die Nutzung der Osttiroler Berge wieder auf. Nach der Veröffentlichung ihres Optionenberichts 2004 gelangten vier Kraftwerksprojekte der TIWAG 2005 in die engere Auswahl. Osttirol ist hierbei durch die geplante Errichtung des Pumpspeicherkraftwerks Matrei-Raneburg betroffen. Gegen die Errichtung des Kraftwerks, das von Grünen, FPÖ und SPÖ geschlossen abgelehnt wird, bildete sich rasch auch ein Netzwerk der lokalen Bevölkerung, die den Kraftwerksbau am Rande des Nationalparks ablehnt. Das geplante Pumpspeicherkraftwerk würde nicht nur den Tauernbach aufstauen, sondern auch den Bau eines Kraftwerks an der Isel vorbereiten, die nach der Meinung zahlreicher Wissenschaftler und Umweltschützer längst als Natura-2000-Gebiet gemeldet hätte werden müssen.